# JD Samson
JD Samson, vlastním jménem Jocelyn Samson (* 4. srpna 1978, Cleveland, Ohio) je americká hudebnice, zpěvačka, od roku 2000 členka elektro-punkového tria Le Tigre a členka hudebního a uměleckého projektu MEN. Podílí se na několika dalších hudebních formacích.

## Osobní život
Vyrůstala na clevelandském předměstí Pepper Pike v Ohiu. Po ukončení střední školy Orange High School pokračovala studiem na univerzitě Sarah Lawrence College, kterou ukončila v roce 2000 s diplomem v oboru film.
Členkou tria Le Tigre se stala poté, co kapelu opustila Sadie Benningová. Je také členkou skupiny New England Roses a elektro-punkové formace Herms (odvozeno od hermafrodit), v níž koncertuje s Peaches, Radio Sloanem a Samanthou Maloneyovou. V roce 2006 nahrála píseň Can I Get Get Get s hudebníkem Junior Senior.
Přihlásila se k lesbické orientaci. Spoluzaložila uměleckou skupinu Dykes Can Dance. V roce 2003 vydala svůj kalendář JD's Lesbian Calendar, na kterém spolupracovala s fotografkou Cass Birdovou, následovaný kalendářem z roku 2006 JD's Lesbian Utopia, který mapoval její cesty po Spojených státech obytným autem.
Od přerušení činnosti kapely Le Tigre na začátku roku 2007 hraje společně s kolegyní Johannou Fatemanovou v remixovém projektu MEN. S Bitch spoluprodukovala skladbu od kanadské folkařky Ferron In the Meantime na kompaktním disku Boulder vydaném v roce 2008.